# Estadio Enghelab
El Enghelab Stadium ( persa : ورزشگاه انقلاب کرج ) es un estadio multiusos ubicado en la ciudad de Karaj en las afueras de Teherán en Irán, usado principalmente para la práctica del fútbol. El estadio inaugurado en 2001 tiene una capacidad para 15.450 personas.
El recinto es propiedad del club Saipa FC que participa en la Liga Profesional de fútbol.
El estadio ha albergado dos juegos de la Selección de Irán, contra Indonesia en junio de 2009 y el 1° de mayo de 2012 versus la Selección de Mozambique.